# Abdul Ahad Momand
Abdul Ahad Momand, paschtunisch عبدالاحد مومند, (* 1. Januar 1959 in Sardah) ist ein deutsch-afghanischer ehemaliger Kampfpilot und Kosmonaut. Er ist der erste Kosmonaut aus Afghanistan; 1988 verbrachte er mehrere Tage an Bord der sowjetischen Raumstation Mir.

## Leben
Momand wuchs in Sardah auf und studierte nach dem Gymnasium Geologie am Polytechnischen Institut in Kabul. Ende der 1970er Jahre wurde er zum Wehrdienst eingezogen. Um den Unruhen in Afghanistan zu entgehen, meldete er sich freiwillig bei den Luftstreitkräften. Nach der sowjetischen Intervention in Afghanistan 1979 absolvierte er eine Pilotenausbildung in Krasnodar und später eine Kommandeursausbildung in Kiew.
Ab 1987 durchlief er als einer von etwa 400 Freiwilligen den Auswahlprozess als Raumfahrer für einen sowjetisch-afghanischen Raumflug. Im Februar 1988 wurde er zusammen mit Mohammad Masum als Kosmonautenanwärter ausgewählt. Momand absolvierte die Ausbildung am Kosmonautentrainingszentrum „J. A. Gagarin“ im „Sternenstädtchen“ Swjosdny Gorodok bei Moskau.
Momand war zuerst als Ersatzmann für Masum vorgesehen, dessen Nominierung allerdings wegen einer Blinddarmentzündung zurückgezogen wurde. So startete Momand am 29. August 1988 vom Kosmodrom Baikonur aus mit der Sojus TM-6 zur Raumstation Mir, zusammen mit dem Kommandanten des Raumschiffes Wladimir Ljachow und dem Arzt Waleri Poljakow. Ljachow und Momand bildeten die Kurzzeitbesatzung Mir EP-3, während Poljakow die Langzeitbesatzung Mir EO-3, bestehend aus Wladimir Titow und Mussa Manarow verstärken sollte, die sich bereits an Bord der Mir befand.
Als Forschungskosmonaut nahm Momand an mehreren astrophysikalischen, biologischen und medizinischen Experimenten teil. Ljachow und Momand ließen das neue Raumschiff TM-6 an der Mir zurück und koppelten am 5. September mit der Sojus TM-5 ab. Die Landung konnte jedoch wegen nicht und später nur fehlerhaft funktionierenden Bremstriebwerken erst 24 Stunden später nach einer Neuprogrammierung des Systems durchgeführt werden.
Momand war Oberst der afghanischen Luftstreitkräfte und wurde 1991 Vizeminister für Luftfahrt und Tourismus.
Nach dem Aufstieg der islamistischen Mudschahedin im afghanischen Bürgerkrieg floh er 1992 mit seiner Frau und seiner Tochter erst nach Indien, dann nach Deutschland, wo bereits sein Bruder lebte. Momand besitzt inzwischen die deutsche Staatsangehörigkeit und lebt im schwäbischen Ostfildern. Er arbeitet in einem kleinen Handelsunternehmen und spielte zeitweise Volleyball beim TSV Scharnhausen. Er ist verheiratet und hat zwei Töchter und einen Sohn. Zum 25. Jahrestag seines Raumfluges besuchte er 2013 Afghanistan und traf den damaligen Präsidenten Hamid Karzai.

## Auszeichnungen
Momand wurde nach seiner Rückkehr aus dem All als Held der Sowjetunion und Held Afghanistans geehrt.